# Питьянтьятьяра
Питьянтьятьяра — австралийский язык группы вати юго-западной ветви пама-ньюнгской языковой семьи. Язык является одним из диалектов языка Западной пустыни. На языке говорят аборигены, живущие в центральных районах Австралии. Число носителей согласно переписи населения Австралии 2006 года — 2657 человек.